# サンタクララバレー交通局
サンタクララバレー交通局（英語: Santa Clara Valley Transportation Authority、略称：VTA, Valley Transportation Authority）は、アメリカ合衆国カリフォルニア州のサンタクララ郡の公共交通局。輸送事業、公共機関、道路の交通状況の管理、高速道路の整備といった公共交通の計画・運営を郡全体で行なっている。
2006年現在の経営責任者はマイケル・バーンズ (Michael Burns) で、以前はサンフランシスコ市営鉄道 (MUNI) を管理していた。

## 歴史
VTAはもともと1995年に、サンタクララ・カウントリー・トランジット (Santa Clara Country Transit) とコンジェスション・マネージメント・エージェンシー (Congestion Management Agency) の合併で誕生した輸送機関である。サンタクララ・カウントリー・トランジットは1972年にサンタクララの下で創立された。

## 輸送事業
VTAは3路線のライトレールと複数路線・系統のバス、それらと並走する交通機関を運行している。

### ライトレール

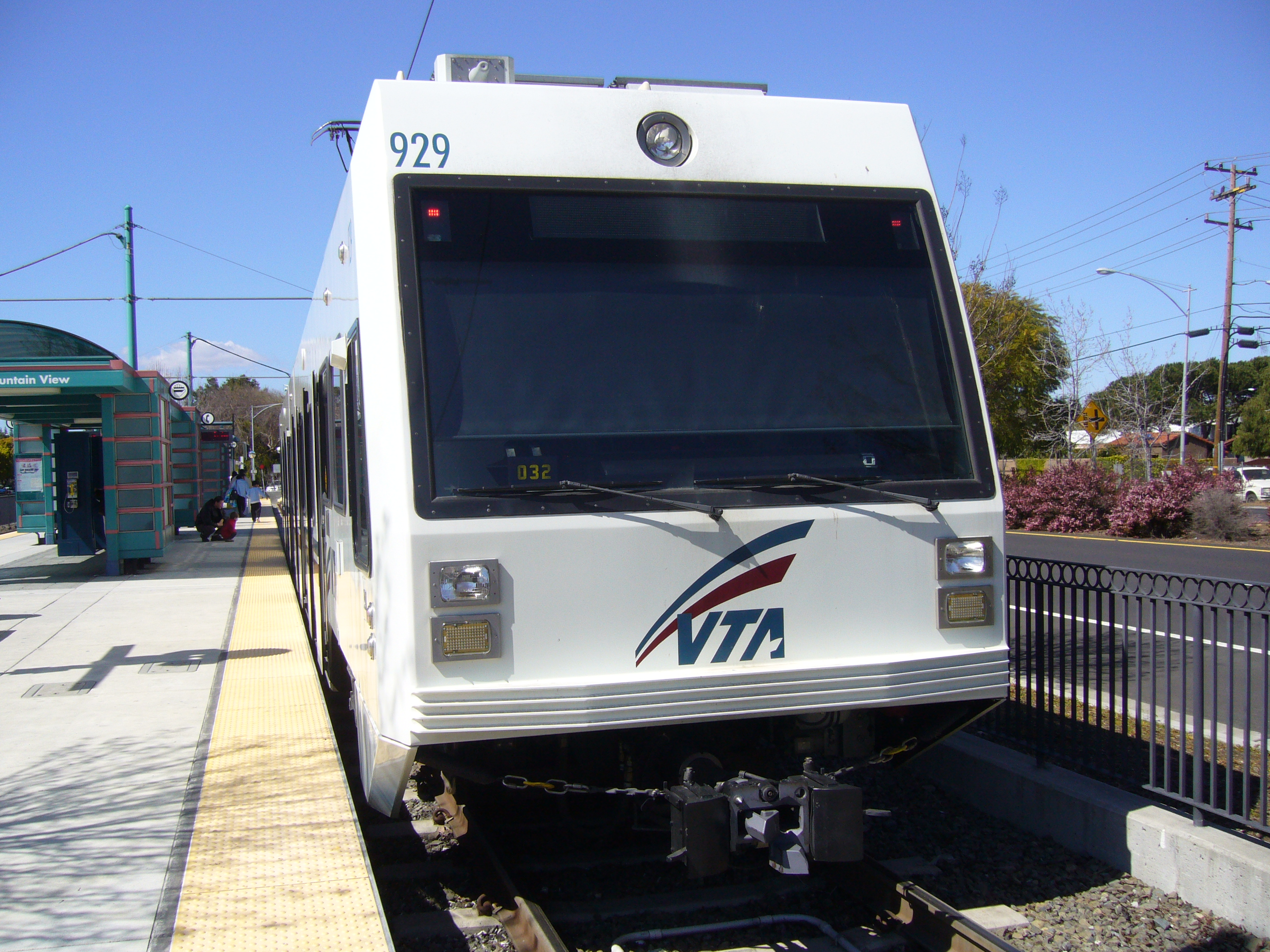
超低床電車 (LRV)

VTAのライトレールは1987年に開業して以来、少しずつ規模を拡大させており、2006年現在全長42マイル (67.6km) の線路を所有するまでに至った。2つの主要路線と1つの支線で構成されている。現在のところライトレールの全3路線を合わせて62の停留所（駅）がある。
1987年の開業時から2003年9月までの間、VTAライトレールは入り口に段差のある電車を使用・運行していたが、2002年に近畿車輛製の超低床電車 (LRV) を導入することを発表した。このLRVは、駅がその床の低さに対応できていたマウンテンビュー～ミルピタス間（州間高速道路880号線経由）を走行した。他の路線にある駅はその床の低さに対応できていなかったため、しばらくの間旧型の電車を使用し、LRVはその区間の運行を見合わせていた。2003年には全ての駅においてLRV対応の改築が完了し、現在では全ての路線で活躍している。

#### アルムロック - サンタテレサ線
サンノゼ市東部（もしくはアルムロック市）のアルムロック駅からサンタテレサ市のサンタテレサ駅までを結ぶルート。全36駅。ミルピタスとサンノゼの中央部を経由する。

#### マウンテンビュー - ウィンチェスター線
マウンテンビュー駅からサニーベール、サンタクララ、サンノゼ北部を経由して、キャンベルにあるウィンチェスター駅までのルート。全32駅あり、内14駅はアルムロック - サンタテレサ線の駅を利用している。

#### オーローニ・チェノウェス - アルマデン支線
オーローニ・チェノウェス駅とアルマデンバレー (Almaden Valley) のアルマデン駅を結ぶ支線ルート。オーローニ・チェノウェス駅ではアルムロック - サンタテレサ線と接続されている。全3駅。

#### ライトレールと接続している鉄道
- カルトレイン (Caltrain) - サンノゼのディリドン駅 (Diridon Station)、タミエン駅 (Tamien Station)、マウンテンビュー駅で接続。
- アムトラック (Amtrak) - ディリドン駅、リックミル駅 (Lick Mill Station) で接続。
- アルタモント通勤急行 (Altamont Commuter Express) - ディリドン駅、リックミル駅で接続。
- バート (BART)（計画中） - モンタギュー駅(Montague Station) で乗り入れようというプランがあり、「バートのミルピタス・サンノゼ・サンタクララ乗り入れ」のプロジェクトが同時に計画中である。

### バス

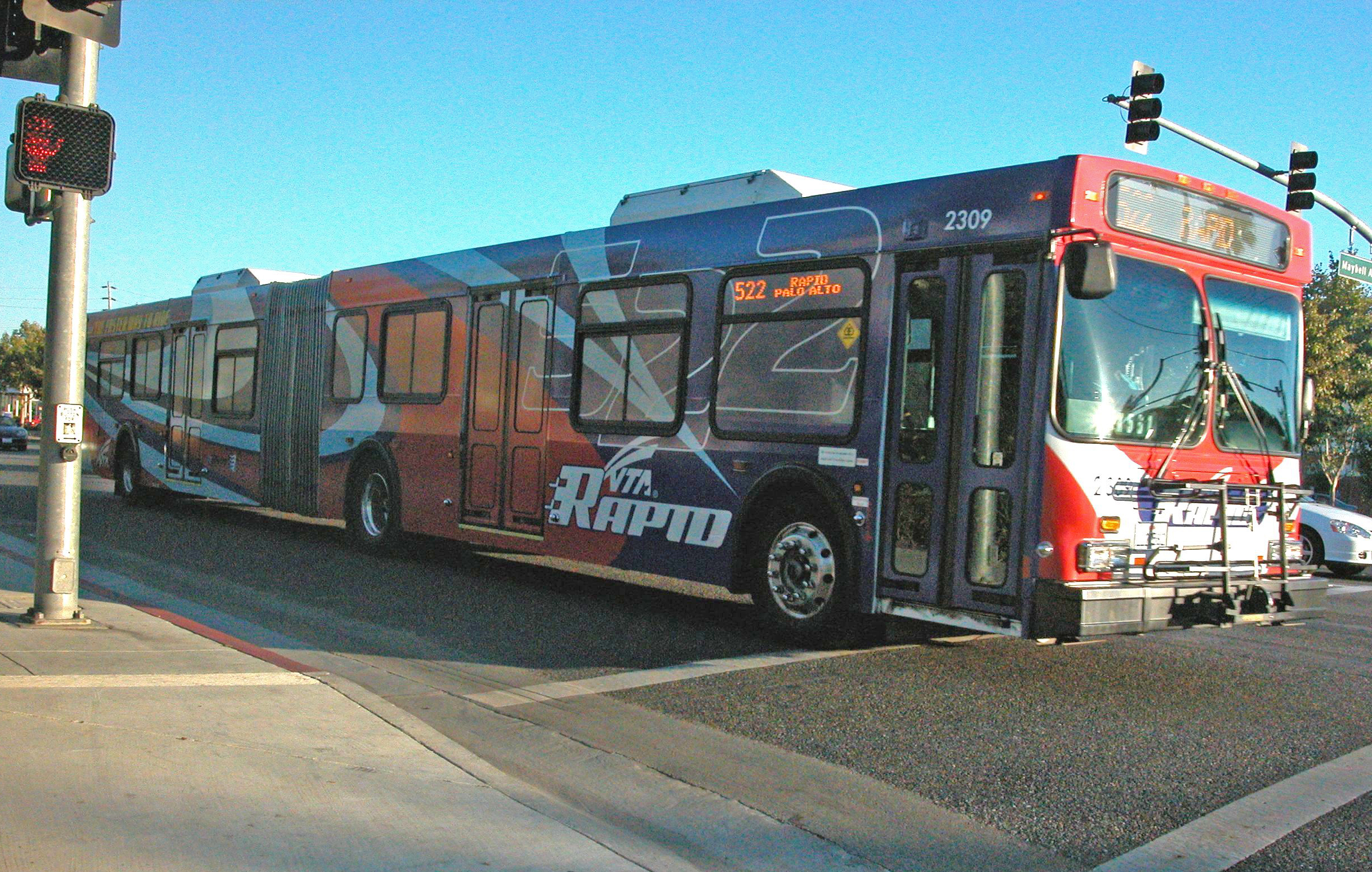
快速バス522系統 「Rapid」

2004年7月現在、VTAには84ものバス路線がある。VTAバスは通勤用の路線を多数保有しており、ライトレールやカルトレインの駅で容易に乗り換えられる。また、VTAはフリーモントへ急行バスを運行しており、バートへの接続も可能となっている。
VTAバスの利用客の大体が利用し、かつ所要距離の長い路線は「22系統 (Line 22)」で、サンノゼ東部にあるイーストリッジ・ショッピングセンター (Eastridge Shopping Center) とメンローパークを結ぶ。これらの停留所はサムトランス (SamTrans) 所有のバスと乗り換えが出来るようになっている。22系統はVTAが所有する、唯一の毎日24時間運行しているバスで、夜行バスも含まれる。22系統に配属されているバスはニューフライヤー (New Flyer) 製の低床連節バスがほとんどである。この22系統から派生して「522系統 (Line 522)」では快速バスとして運行されている (Rapid 522)。ルートはほとんど22系統と同じ場所を走行する。主な特徴として、
1. 主要停留所のみの停車
2. 正確なスケジュール
3. 低床バスの採用
4. 各信号機における優先権の取得

がある。
2005年の7月5日に、VTAは過密ダイヤでもある22系統に、上記の快速バスを運行し始めた。この快速バスをモデルにして、ロサンゼルスのバス (Metro Rapid) でも運行が開始された。

## 備考
一部の日本語資料では「サンタクララ渓谷交通局」と表記しているものもあるが誤訳である。